# Уокер, Аби
Абигейл (Аби) Уокер (англ. Abigail (Abi) Walker, род. 29 января 1982, Глазго) — шотландская и британская хоккеистка (хоккей на траве), вратарь. Бронзовый призёр летних Олимпийских игр 2012 года.

## Биография
Аби Уокер родилась 29 января 1982 года в британском городе Глазго в Шотландии.
Окончила университет Глазго, получив профессию врача.
Играла в хоккей на траве за «Кентербери» и «Берсден».
С 2003 года выступала за женскую сборную Шотландии, дебютировав в её составе в матче против Чили. Провела в составе шотландок 55 матчей.
В 2012 году в составе женской сборной Великобритании завоевала серебряную медаль Трофея чемпионов в Росарио.
В том же году вошла в состав женской сборной Великобритании по хоккею на траве на летних Олимпийских играх в Сеуле и завоевала бронзовую медаль. В матчах не участвовала.
В феврале 2013 года завершила игровую карьеру.
Занимается лицевой хирургией. В 2018 году получила стипендию Уинстона Черчилля для исследования методик лечения лицевых болей в США.